# فرانک وستون بنسون
فرانک وستون بنسون (انگلیسی: Frank Weston Benson)؛ که اغلب فرانک دبلیو. بنسون (انگلیسی: Frank W. Benson) خطاب می‌شود، (۲۴ مارس ۱۸۶۲ – ۱۵ نوامبر ۱۹۵۱) یک نقاش آبرنگ و حکاکی روی فلز به شیوهٔ امپرسیونیست به سبک آمریکایی اهل سیلم ماساچوست ایالات متحده آمریکا و سرشناس برای پرتره واقع‌گرایانهای از خودش بود.
او کار خود را با نقاشی پرتره از خانواده‌های ممتاز و نقاشی‌های دیواری برای کتابخانه کنگره آغاز کرد. او برخی از بهترین نقاشی‌های شناخته شده خود را در خانه ییلاقی بنسون خلق کرد. همچنین به وسیله آبرنگ و روغن آثار متعددی از مناظر و غازهای وحشی به وجود آورد.
در سال ۱۸۸۰ میلادی، بنسون شروع به تحصیل در مدرسهٔ موزهٔ هنرهای زیبای بوستون تحت آموزش اتو گراندمن، و در سال ۱۸۸۳ میلادی در فرهنگستان جولیان در پاریس کرد. او به عنوان مربی و سر گروه در مدرسه موزه هنرهای زیبای بوستون زندگی حرفه‌ای مطلوبی داشت و آن لذت می‌برد. او یکی از اعضای مؤسس نگارخانهٔ ده نقاش آمریکایی و آکادمی آمریکایی هنر و ادبیات بود.

## نگارخانه

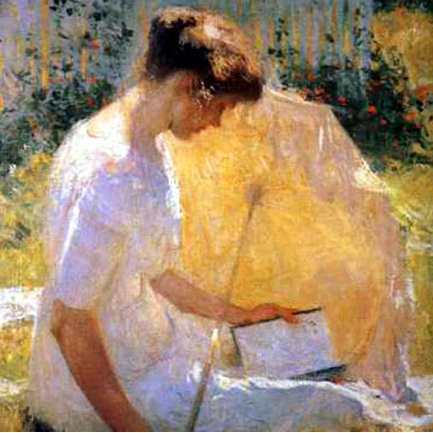
The Reader, ca. 1910
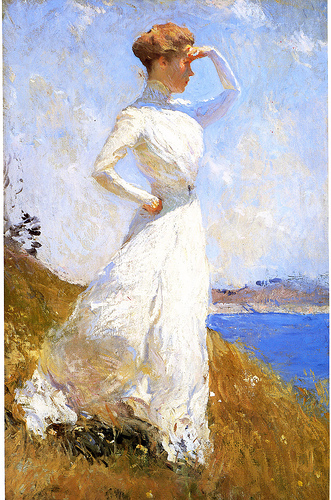
Summer, 1909
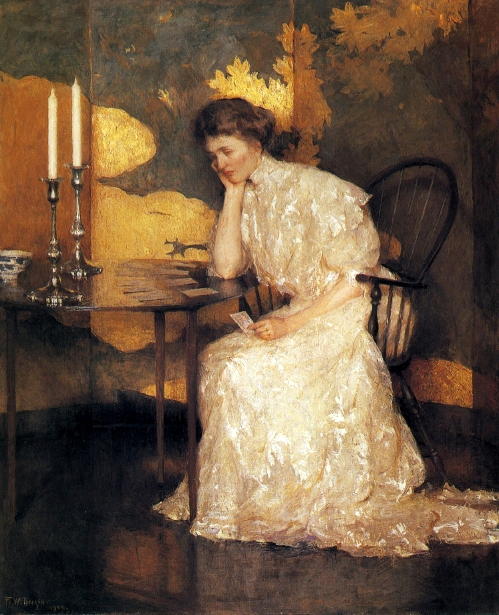
Playing Solitaire oil 1909
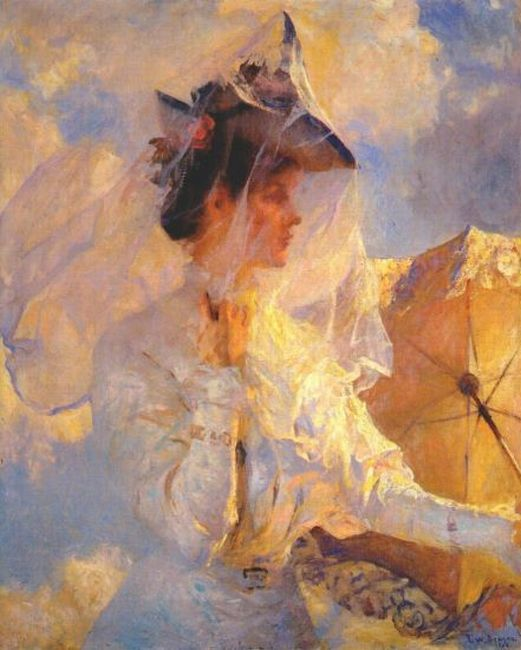
Against the Sky, ca. 1912
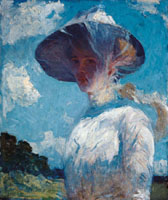
Study for Young Girl with a Veil, 1912
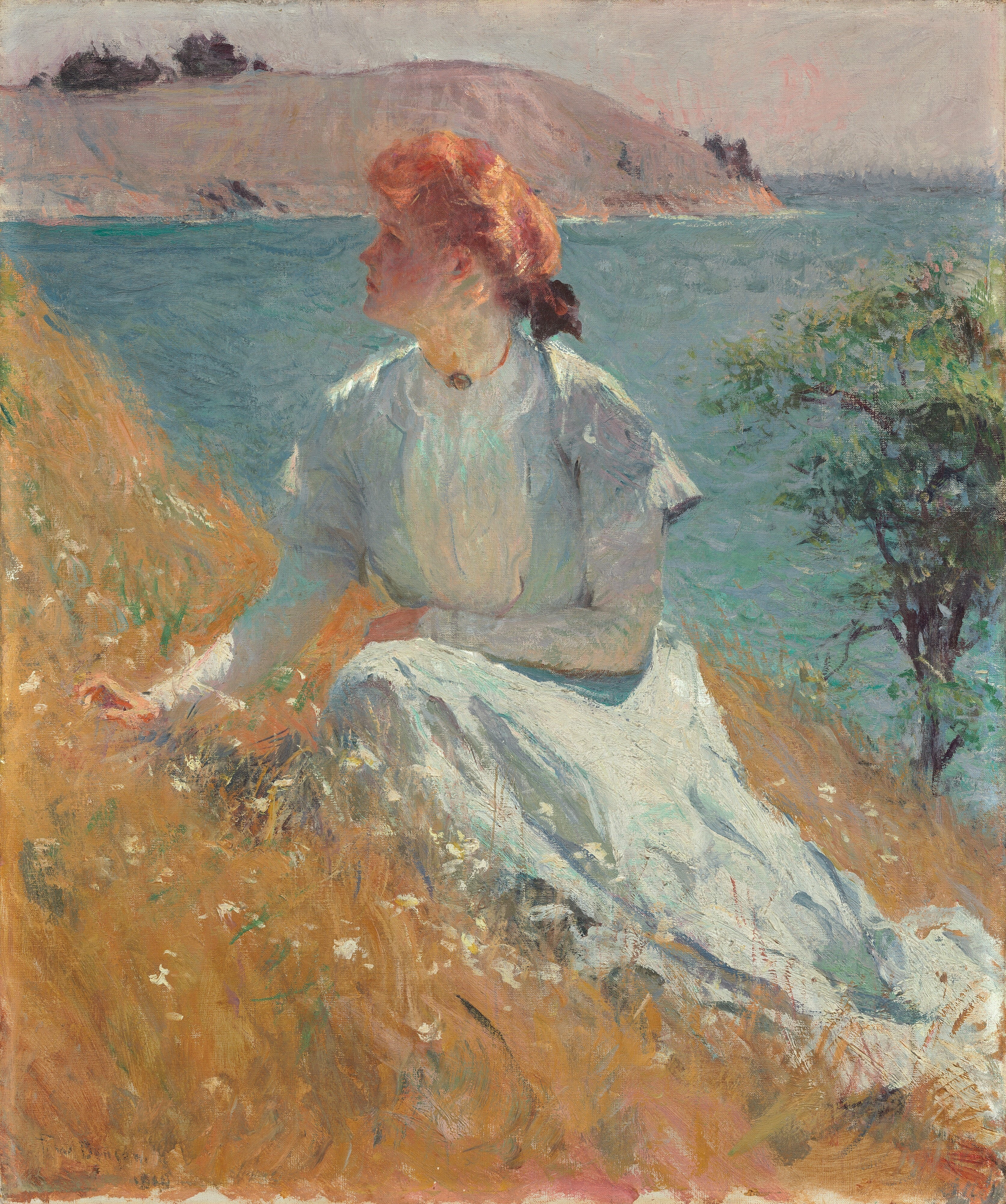
Margaret Gretchen Strong, 1909
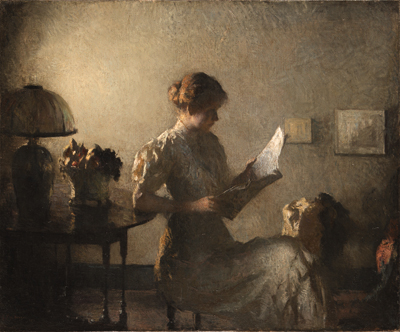
The Grey Room, 1913
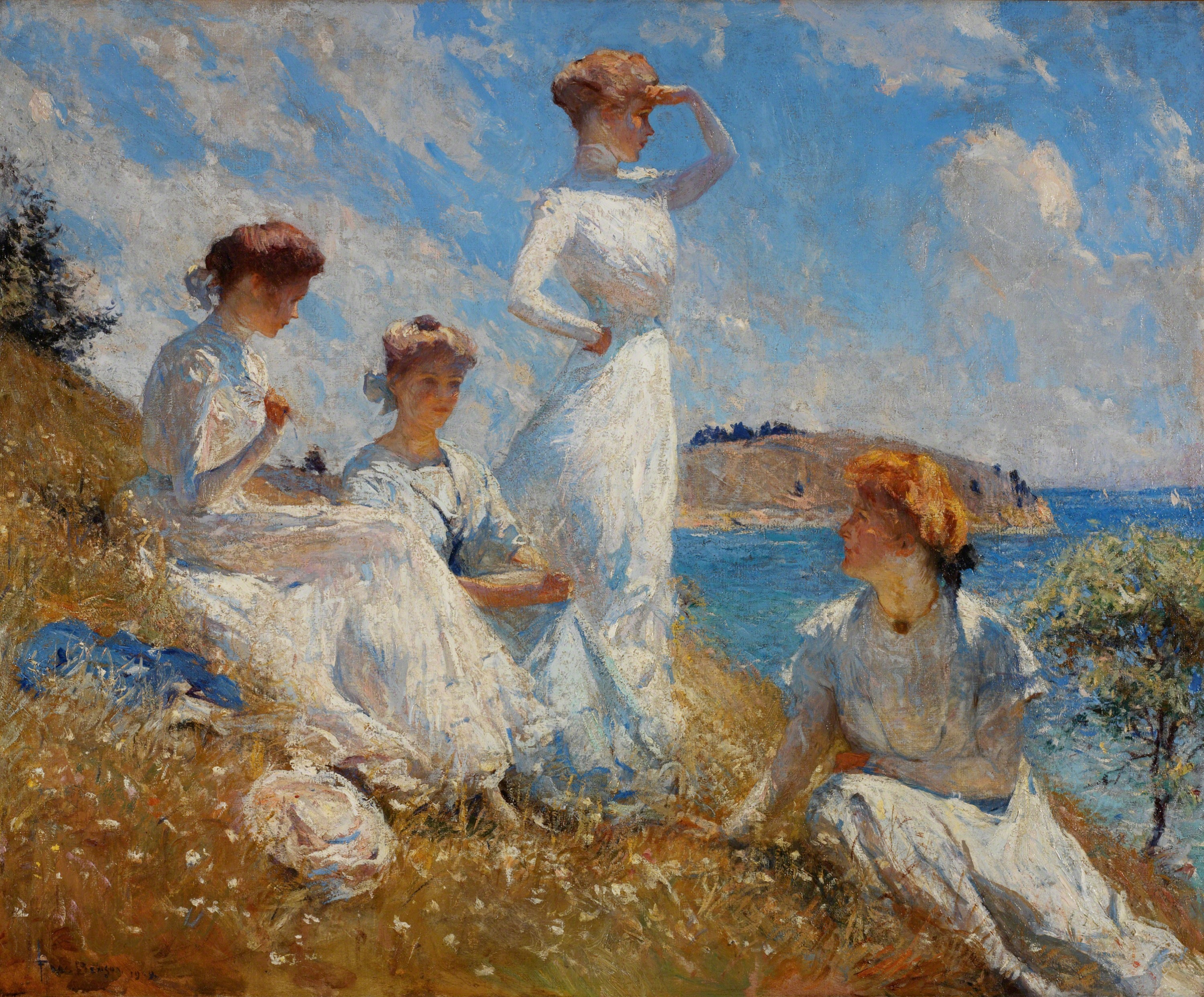
Summer,1909
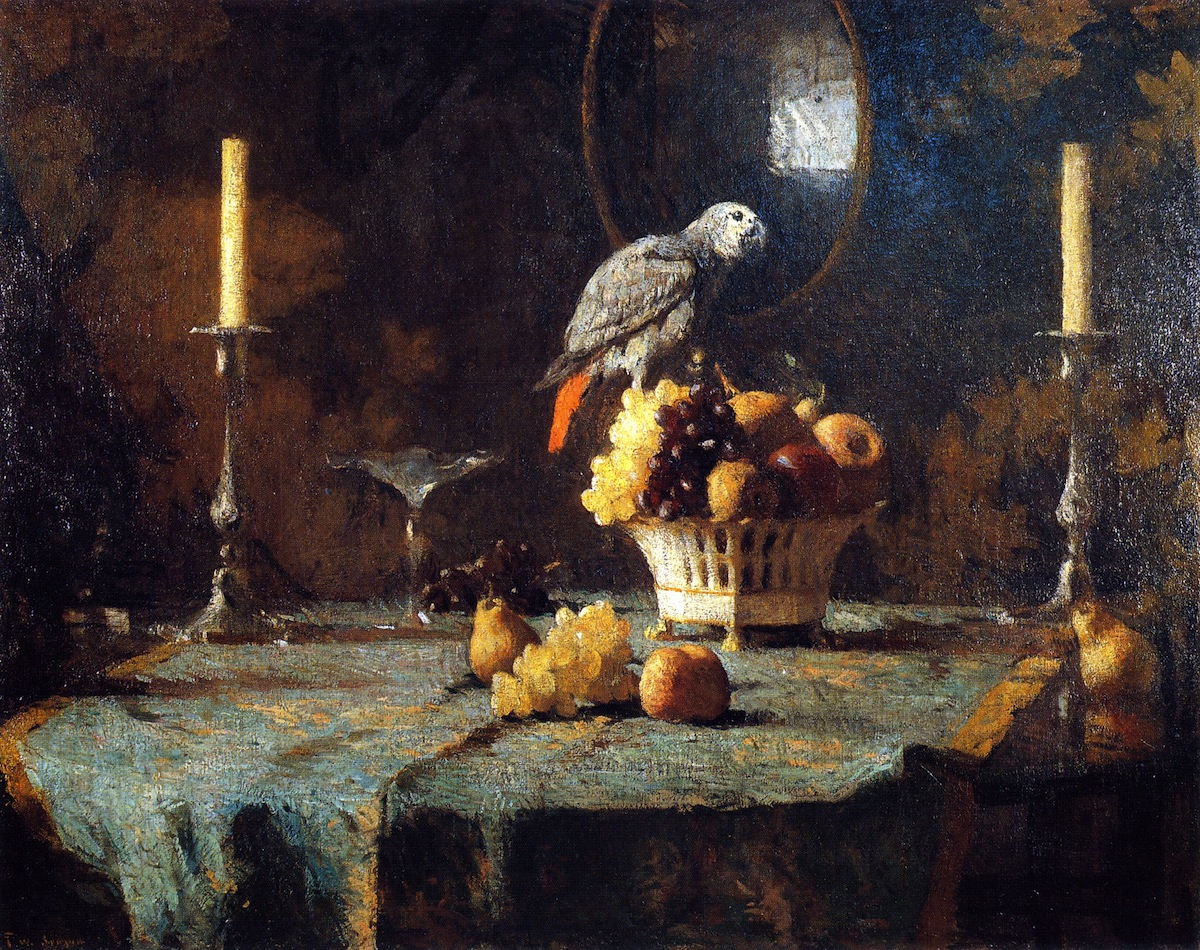
The Dining Room Table, 1919
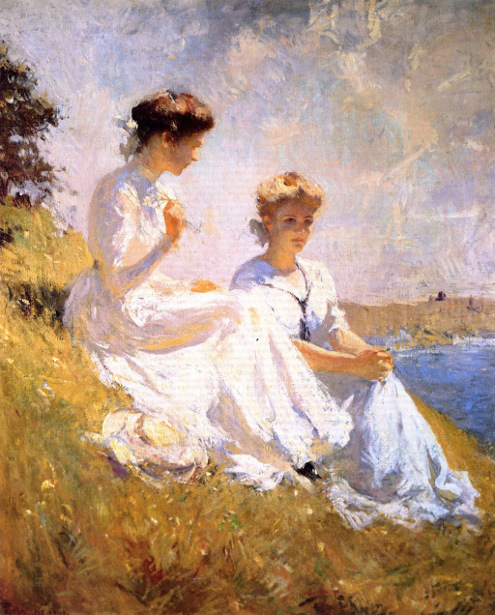
Elizabeth and Ann, c.1909
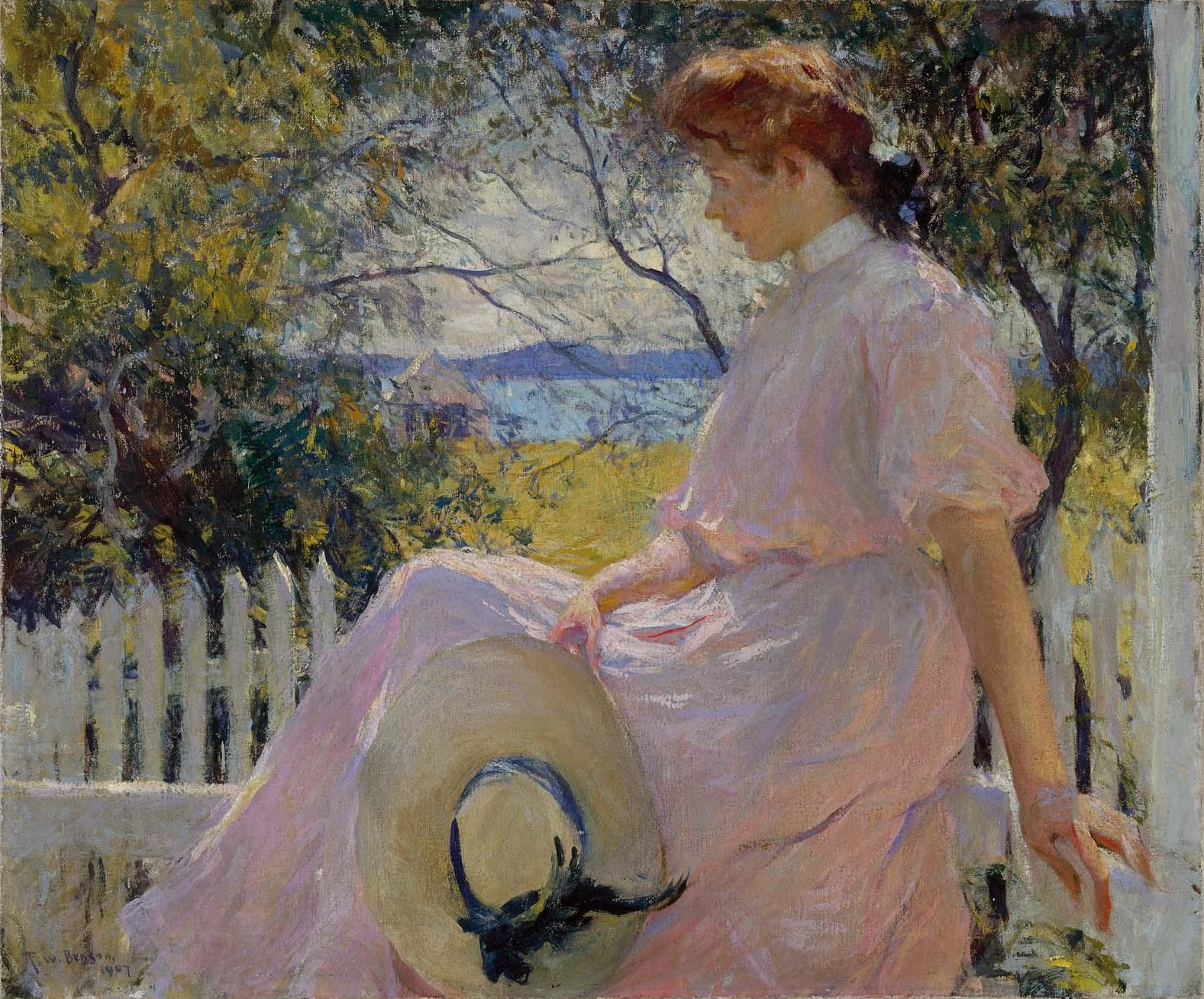
Eleanor, 1907
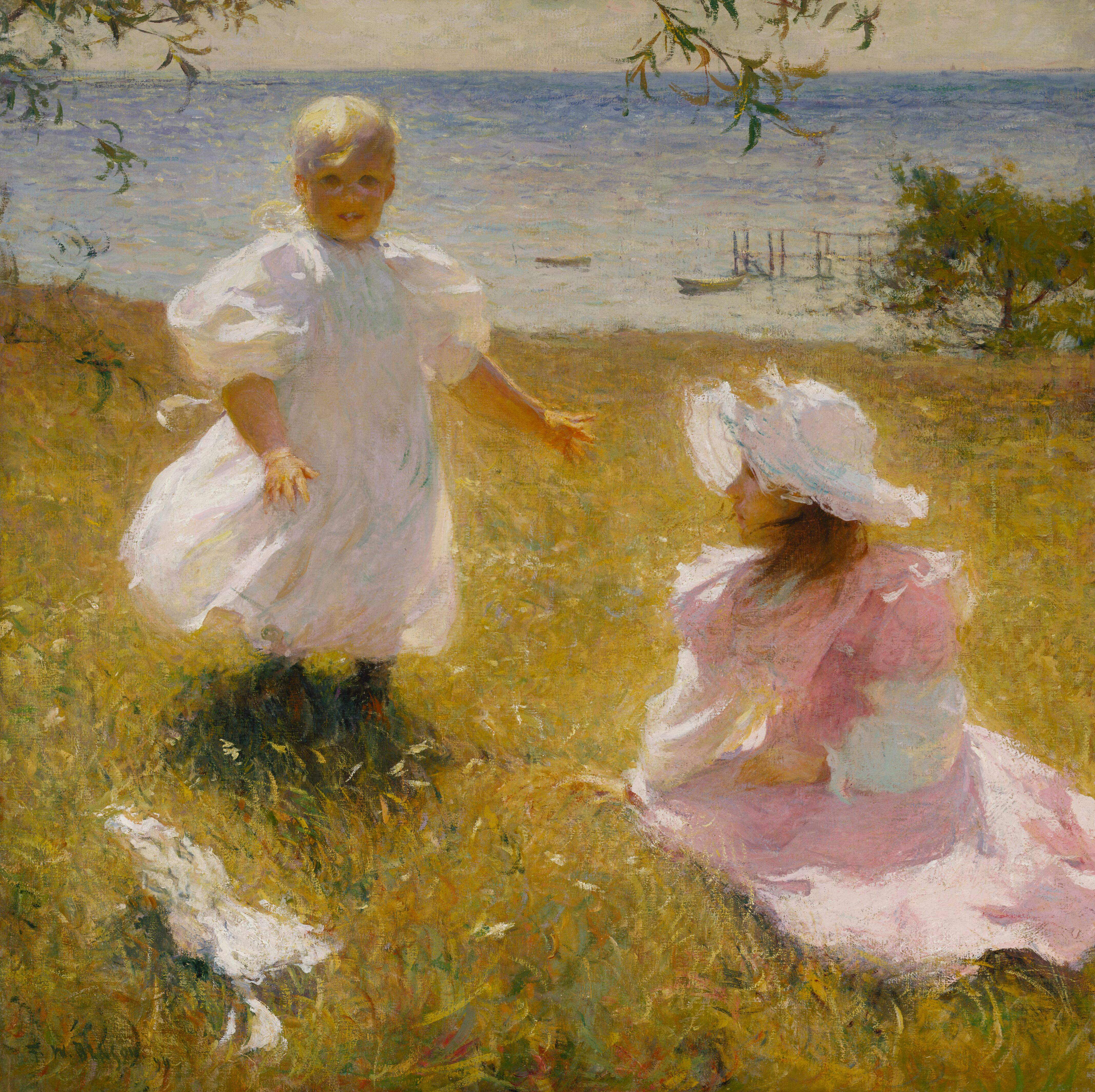
The Sisters, 1899, موزه ترا،  Chicago
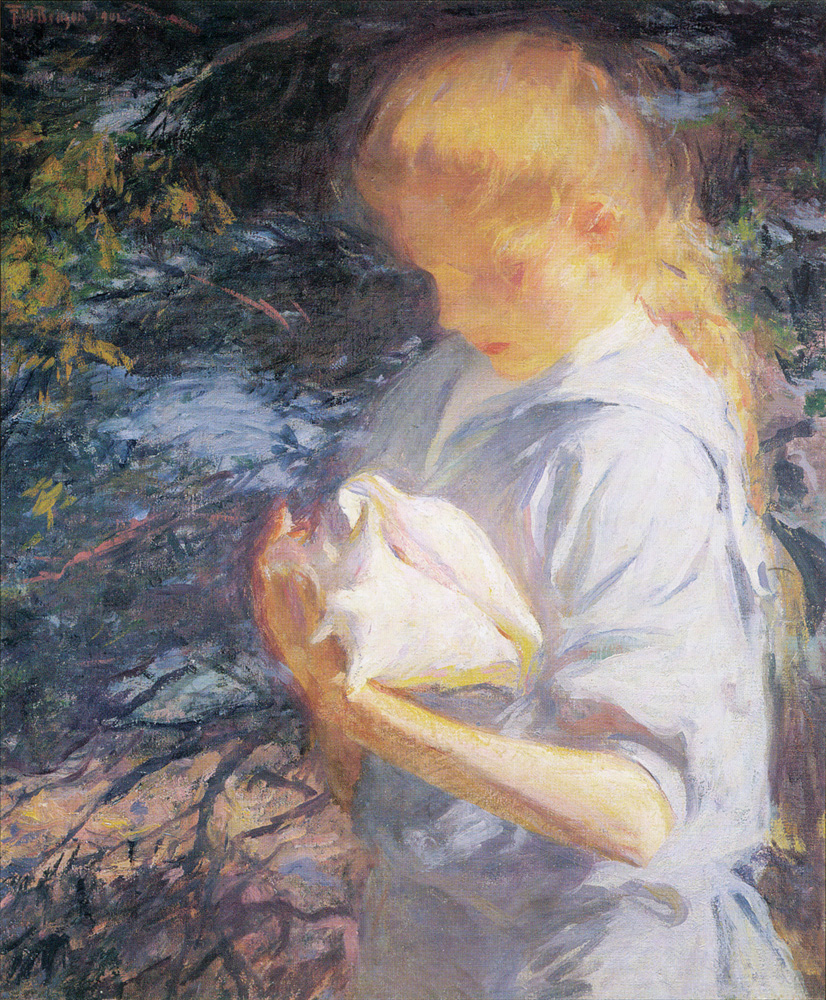
Eleanor Holding a Shell, 1902, Private collection
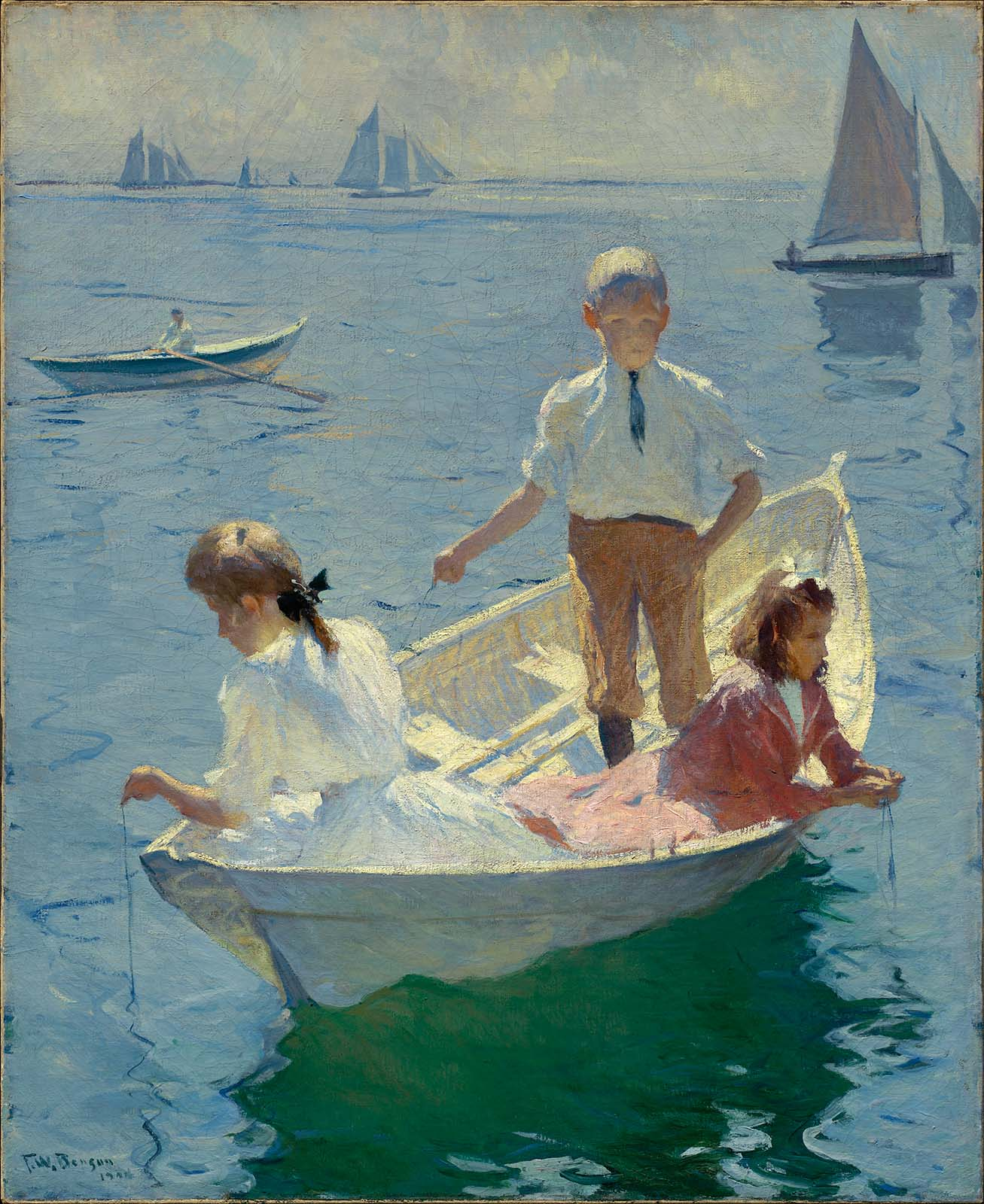
Calm Morning, 1904, مدرسه موزه هنرهای زیبای بوستون
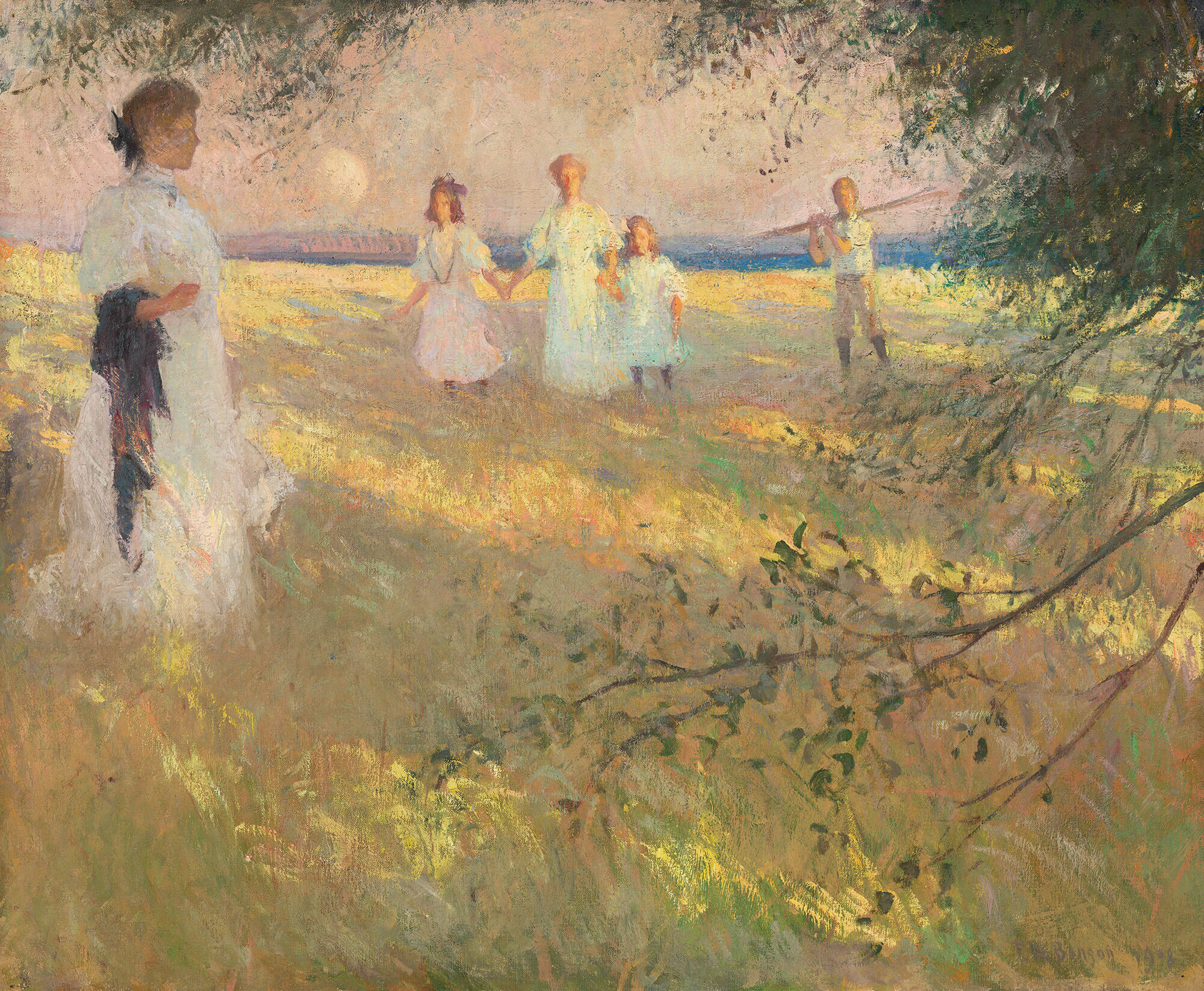
Evening Light, 1908
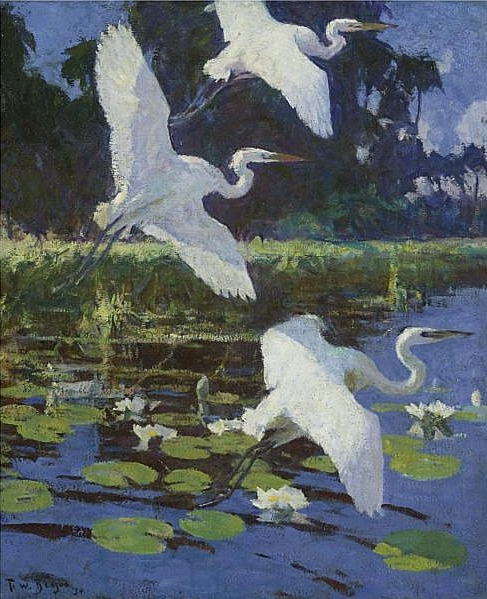
Great White Herons 1923